# Đông Bắc Á
Đông Bắc Á là một khu vực Đại Đông Á.

## Vị trí
Về địa chính trị, Council on Foreign Relations (Hoa Kỳ) định nghĩa Đông Bắc Á bao gồm Nhật Bản, Hàn Quốc và Bắc Triều Tiên. Trung Quốc và Nga thường được bao gồm trong các thảo luận liên quan đến địa chính trị của khu vực thể hiện sự mở rộng quan tâm và chính sách của họ đối với Triều Tiên và Nhật Bản. Biển Nhật Bản, và Hoàng Hải, và đôi khi Đông Hải và biển Okhotsk cũng được đề cập đến trong khu vực này.
Trong cách sử dụng thông thường, Đông Bắc Á cũng bao gồm Trung Quốc. Trong trường hợp này, các quốc gia trung tâm trong vùng đông bắc Á là Trung Quốc (Bao gồm 2 vùng lãnh thổ là Hồng Kông và Ma Cao), Nhật Bản, Hàn Quốc và Triều Tiên.
Về địa sinh học, đông bắc Á nhìn chung đề cập đến khu vực mở rộng của Nhật Bản, Triều Tiên, đông bắc Trung Quốc, và vùng viễn đông Nga giữa hồ Baikal ở Trung Siberia và Thái Bình Dương. Nói chung thì khu vực này không bao gồm nước Đài Loan(Trung Hoa Dân Quốc).
TCCS - Đông Bắc Á là một trong những khu vực có vị trí địa - chiến lược quan trọng trên thế giới. Trong thời gian qua, cục diện chính trị - an ninh tại khu vực này có nhiều biến động nhanh chóng và khó lường. Từ những điều chỉnh trong chính sách đối ngoại của các nước lớn trong khu vực đến những thay đổi trong quan hệ giữa các chủ thể, tạo nên những nét mới trong bức tranh về chính trị - an ninh của khu vực Đông Bắc Á. Bên cạnh đó, các “điểm nóng” trong khu vực với những diễn biến phức tạp tiếp tục là những thách thức đe dọa đến hòa bình và ổn định của khu vực.